# Natalia Makarova
Nataliya Románovna Makárova, conocida artísticamente como Natalia Makarova (Leningrado, 21 de noviembre de 1940) es una prima ballerina rusa nacionalizada estadounidense. 

## Biografía
Nació el 21 de noviembre de 1940 en Leningrado, Unión Soviética, e ingresó en la Academia Vagánova de Ballet a los 13 años. Tras acabar la Academia en 1959, pasó las filas del Ballet Kírov obteniendo el cargo de primera bailarina en 1960.
En 1970, durante una gira del Kírov, solicitó asilo político en Londres pasando luego a las filas del American Ballet Theatre en Nueva York y el Royal Ballet en Londres donde fue aclamada principalmente como Odette/Odile en El lago de los cisnes y Giselle.
Makarova actuó invitada en el Ballet de la Ópera de París, Ballet Nacional de Canadá, Ballet de Stuttgart, Ballet Real Danés, London Festival Ballet, Ballet del siglo XX de Maurice Béjart y el Ballets de Marseille de Roland Petit.
En 1976, se casó con Edward Karkar, padre de su hijo Andre Michael, nacido en 1978. En 1989, su regreso al Kírov fue filmado para el documental Makarova Returns. Desde su retiro, se dedica a poner en escena ballets como La Bayadère, El lago de los cisnes y La bella durmiente. 
Tuvo un exitoso paso por el musical de Broadway, ganando un Premio Tony con 'On your toes.

## Libro
- Makarova, Natalia; A Dance Autobiography. New York, Alfred A. Knopf(1979)

## Premios
- 1965 Second International Ballet Competition Gold Medal, Varna, Bulgaria
- 1969 Artista Emérita de la RSFS de Rusia
- 1970 Anna Pavlova Prize, París
- 1983 Premio Tony a la Mejor Actriz en un Musical - On Your Toes
- 1983 Drama Desk Award Outstanding Actress en un Musical - On Your Toes
- 1983 Theatre World Special Award - On Your Toes
- 1985 Laurence Olivier Award for Best Actress - On Your Toes

## Repertorio
Makárova bailó El lago de los cisnes, La muerte del cisne, La bella durmiente del bosque, Giselle, Les Sylphides, Raymonda, Don Quijote, La Bayadera, Manon, Cinderella, Serenade, Les Biches, Romeo and Juliet, Song of the Earth, Concerto, A Month in the Country, Voluntaries, Dances at a Gathering, Elite Syncopations, Rituals, Checkmate, etc.